# Michel Emmanuel Rodocanachi
Pour les articles homonymes, voir Rodocanachi.
Michel Emmanuel Rodocanachi (15 octobre 1821, Chio – 3 avril 1901, Londres), est un financier franco-britannique d'origine grecque.

## Biographie
D'une riche et influente famille installée à Chios, liée aux influentes familles Vlasto (en) et Mavrocordato, ses parents échappent au massacre de Chios et s'installent à Marseille, où ils reconstituent leurs activités de transport et de commerce sous le nom de « Rodocanachi Sons & Co. ».
Conscients de l'importance d'être présents sur le marché londonien, ils y envoient leur fils Michael pour défendre leurs intérêts et travailler avec les autres membres de la famille qui ont négocié des céréales à Odessa, Saint-Pétersbourg, Italie et Marseille.
En 1853, il revient à Marseille pour épouser Ariane Michael Petrocochino.
À Londres, il obtient le statut de membre du Baltic Exchange et, aidé par d'autres membres de la diaspora grecque, notamment les frères Ralli, il achète des navires pour transporter le grain qu'il négoce et développe un portefeuille immobilier comprenant notamment le Royal Automobile Club Buildings Co.
Cette base financière lui a permis de participer à la fondation de l'Imperial Bank avec ses collègues anglo-grecs Petrocochino et Schilizzi. Lors du rachat de l'Imperial Bank par la London Joint Stock Bank, son fils aîné, Emmanuel Michael Rodocanachi (1855-1932), en devient le directeur, aux côtés des autres sociétés familiales.
Michel était un membre actif de la communauté orthodoxe grecque de Londres et avait collecté des fonds pour la construction de la cathédrale Sainte-Sophie dans la ville.
Il déménage à Worthing au cours de ses dernières années alors que son état de santé s'est détérioré, appelant sa maison à Chios. Cependant, il décède à Londres et est enterré avec son fils Emmanuel dans le cimetière de West Norwood.
Rodocanachi Sons & Co. n'a pas survécu longtemps après le départ à la retraite d'Emmanuel en 1925; il s'est effondré dans la Grande Dépression à la suite de créances irrécouvrables de partenaires commerciaux allemands et italiens défaillants.
Il est l’oncle d'Emmanuel Rodocanachi (1859-1934).

## Sources
- (en) Cet article est partiellement ou en totalité issu de l’article de Wikipédia en anglais intitulé « Michel Emmanuel Rodocanachi » (voir la liste des auteurs).